# روکا گریمالدا
روکا گریمالدا (به ایتالیایی: Rocca Grimalda) یکی از شهرستانهای استان آلساندریا در منطقه ایتالیایی پیدمونت می‌باشد. همچنین یکی از مناطق تاریخی منطفه پیدمونت بوده و بر روی یک تپه سنگی در بستر چپ رودخانه اوربا ساخته شده است. بسیار نزدیک شهر اووادا بوده و می‌توان به راحتی از طریق بزرگراه‌ها و فرودگاه کریستف کلمب در جنوا به شهر دسترسی پیدا کرد.

## منابع

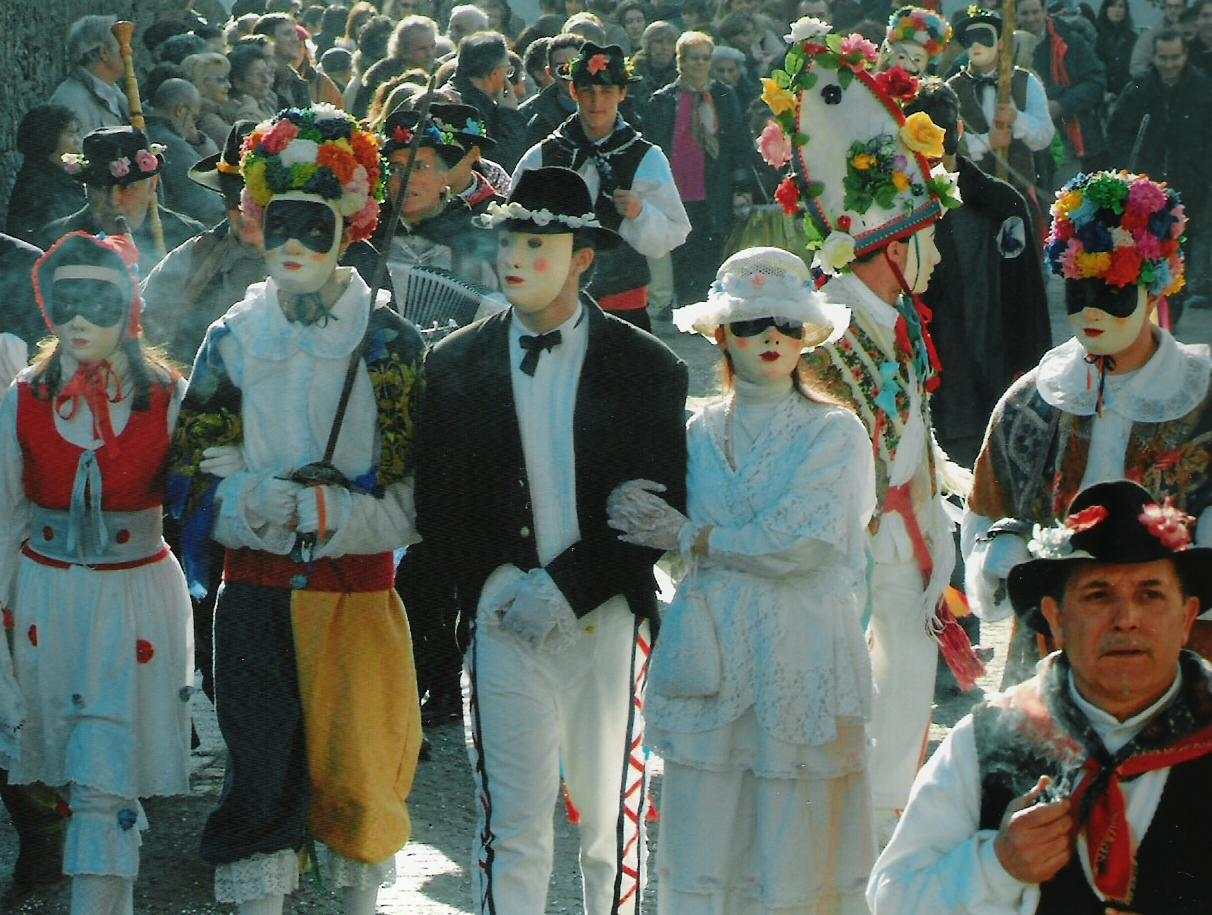
لاچرا، گروه اصلی مجری ازدواج